# Alvania canariensis
Alvania canariensis is een slakkensoort uit de familie van de drijfhorens (Rissoidae). De wetenschappelijke naam van de soort werd in 1840 voor het eerst geldig gepubliceerd door Alcide d'Orbigny.